# Enrico Fermi
Enrico Fermi (Roma, 29 de setembro de 1901 — Chicago, 28 de novembro de 1954) foi um físico italiano naturalizado estadunidense. Destacou-se pelo seu trabalho sobre o desenvolvimento do primeiro reator nuclear, e pela sua contribuição ao desenvolvimento da teoria quântica, física nuclear e de partículas, e mecânica estatística. Doutorou-se na Universidade de Pisa e recebeu o Nobel de Física de 1938.
Foi um dos poucos físicos da era moderna a combinar a teoria com a experiência. Após alguns anos na Alemanha, regressou à Universidade de Roma, onde, em 1926, dedicou-se à mecânica estatística de partículas que obedecem ao princípio de exclusão de Pauli, como os electrões. O resultado é a chamada estatística de Fermi-Dirac, uma vez que Dirac chegou independentemente às mesmas conclusões. Em 1933 Fermi introduziu o conceito de interação fraca, que em conjunto com o recém postulado neutrino, entrariam na teoria do decaimento beta. Juntamente com um grupo de colaboradores, Fermi começou uma série de experiências nas quais foram produzidos artificialmente núcleos radioativos, pelo bombardeamento com neutrões de vários elementos. Alguns dos seus resultados sugeriram a formação de elementos transuranianos. De facto, o que eles observaram, e que mais tarde foi comprovado por Otto Hahn, foi a fissão nuclear, feito que, em 1938, lhe rendeu o Prêmio Nobel de Física. Foi então para os Estados Unidos, onde viria a participar no projeto Manhattan. Dirigiu o projecto de construção do primeiro reator nuclear na Universidade de Chicago. Depois da Segunda Guerra Mundial, Fermi dedicou-se à Física de partículas, a que deu contribuições importantes. O elemento químico de número atômico 100, criado sinteticamente em 1952, recebeu o nome de Férmio em sua honra.

## Biografia

### Primeiros anos
Enrico Fermi nasceu em Roma, Itália. Ele era o terceiro filho de Alberto Fermi, inspetor-chefe do Ministério das Comunicações da Itália, e sua mãe era Ida de Gattis, professora de uma escola primária. Sua irmã, Maria, era dois anos mais velha que ele, enquanto seu irmão, Giulio, era um ano mais velho. Desde jovem Fermi gostava de estudar física e matemática, interesses também de seu irmão mais velho. Sua família nunca foi muito religiosa, e Fermi foi um agnóstico sua vida inteira. Quando Giulio morreu inesperadamente de um abcesso na garganta em 1915, Enrico ficou emocionalmente arrasado, e refugiou-se em estudos científicos para se distrair. De acordo com ele mesmo, todos os dias caminhava em frente ao hospital onde Giulio morreu, até se acostumar com a dor. Numa banca do Campo de' Fiori, Fermi comprou e leu o livro intitulado Elementorum physicae mathematicae (900 páginas), escrito em latim pelo padre Andrea Caraffa, professor do Collegio Romano, que abordava matemática, mecânica clássica, astronomia, óptica e acústica. Mais tarde, Fermi e seu melhor amigo, outro estudante inclinado para a ciência, chamado Enrico Persico, empenharam-se em projetos científicos, tais como construir giroscópios e medir o campo magnético da Terra. O interesse de Fermi pela física foi ainda mais incentivado quando um amigo de seu pai, o engenheiro Adolfo Amidei, lhe deu vários livros sobre física e matemática, que Fermi leu e assimilou rapidamente.

### Faculdade em Pisa
Em 1918 Fermi matriculou-se na "Escola Normal Superior" em Pisa, onde mais tarde recebeu o seu diploma de graduação e de doutorado. Para entrar na prestigiada instituição, havia um exame para os candidatos, que incluía um ensaio. Pelo seu ensaio sobre o tema dado, "Características do som", Fermi, com 17 anos de idade, escolheu derivar e resolver a transformada de Fourier baseada na equação diferencial parcial das ondas numa corda. O examinador, professor Giulio Pittato, entrevistou Fermi e concluiu que o seu ensaio teria sido digno de louvor mesmo para um doutorado. Enrico Fermi ficou com o primeiro lugar na classificação do exame de entrada. Durante os anos na Scuola Normale Superiore, Fermi formou equipe com um colega estudante Franco Rasetti, que mais tarde, se tornou o mais próximo amigo e colaborador de Fermi.
Além de frequentar as aulas, Enrico Fermi encontrou tempo para trabalhar nas suas atividades extracurriculares, particularmente com a ajuda de seu amigo Enrico Persico, que permaneceu em Roma para estudar numa universidade. Entre 1919 e 1923 Fermi estudou, por si mesmo, relatividade geral, mecânica quântica e física atômica.
Os seus conhecimentos de física quântica atingiram um nível tão elevado que o chefe do Instituto de Física, professor Luigi Puccianti, pediu-lhe para organizar seminários sobre o assunto. Durante esse tempo ele aprendeu cálculo tensorial, um instrumento matemático inventado por Gregorio Ricci-Curbastro e Tullio Levi-Civita, e necessário para demonstrar os princípios da relatividade geral.
Em setembro de 1920, Fermi ingressou no Instituto de Física. Como só havia, além de Fermi, mais dois estudantes nesse departamento, Puccianti deixava-os usar o laboratório livremente para os fins que desejassem. Fermi decidiu então que deviam começar a pesquisar a cristalografia de raios-X. Os três estudantes trabalharam para produzir uma Fotografia de Laue - uma fotografia de um cristal feita por raios-X.
Em 1921, seu terceiro ano na universidade, publicou os seus primeiros trabalhos científicos no periódico italiano Il Nuovo Cimento. O primeiro foi intitulado: "Sobre a dinâmica de um rígido sistema de cargas elétricas em condições transientes"; o segundo: "Sobre a eletrostática de um campo gravitacional uniforme de cargas eletromagnéticas e sobre o peso de cargas eletromagnéticas". Um sinal de que as concepções na Física estavam mudando foi que a massa começou, então, a ser expressa como um tensor, uma ferramenta matemática usada, geralmente, para descrever algo que se move e varia no espaço tridimensional. Na mecânica clássica, a massa é uma grandeza escalar, mas na relatividade ela muda com a velocidade. Usando a relatividade, Fermi provou que uma carga possui um peso igual a U/c², sendo U a energia do sistema e c a velocidade da luz. Porém, à primeira vista, a primeira publicação parecia apontar para uma contradição entre a teoria eletrodinâmica e a relativística em relação ao cálculo das massas eletromagnéticas, visto que o valor anteriormente previsto era de 4/3 U/c². Um ano depois, com um trabalho intitulado "Correção da discrepância entre a teoria eletrodinâmica e um relativista de cargas eletromagnéticas, Enrico Fermi mostrou que essa discrepância era consequência da relatividade. Esta publicação teve tanto sucesso que foi traduzida para o alemão e publicada no famoso periódico científico alemão "Physikalische Zeitschrift".
Em 1922 publicou o seu importante trabalho científico no periódico italiano I Rendiconti dell'Accademia dei Lincei intitulado "Sobre os fenômenos que ocorrem nas proximidades de uma linha de mundo"). Nesse artigo, Fermi examinou o Princípio da Equivalência e introduziu as chamadas Coordenadas de Fermi. Ele provou que, para uma linha de mundo próxima a uma linha do tempo, o espaço comporta-se como um Espaço Euclidiano. Finalmente, em 1922, Fermi recebeu o seu diploma de graduação na Scuola Normale Superiore ao apresentar a sua tese chamada "Um teorema de probabilidade e suas aplicações", obtendo laurea com impressionantes 21 anos. Nessa época, a física teórica ainda não era considerada uma disciplina na Itália, portanto a única tese aceita seria de física experimental. Por isso, Fermi usou imagens de difração de raios-X para enriquecer seu trabalho. Os físicos italianos também levaram algum tempo para assimilar as ideias da relatividade geral vindas da Alemanha.
Enquanto escrevia um apêndice para a versão italiana do livro The Mathematical Theory of Relativity, de August Kopff em 1923, Fermi descobriu um enorme potencial energético nuclear escondido na famosa equação de Einstein (E=mc²), e que podia ser explorado. "Não parece possível, pelo menos num futuro próximo", ele escreveu, "achar uma maneira de liberar essas enormes quantidades de energia - o que é algo bom, pois a primeira consequência desse fenômeno seria reduzir a pó o físico que tivesse o azar de realizá-lo".
O orientador de doutorado de Fermi foi Luigi Puccianti. Em 1924, Fermi passou um semestre em Göttingen estudando com Max Born, onde também conheceu Werner Heisenberg e Pascual Jordan. Fermi então foi para Leiden para estudar com Paul Ehrenfest de setembro a dezembro de 1924, conhecendo Albert Einstein, Hendrik Lorentz e também Samuel Goudsmit e Jan Tinbergen, que se tornaram seus bons amigos. Do início de 1925 ao final de 1926, Fermi lecionou física matemática e mecânica teórica na Universidade de Florença, onde se juntou com Rasetti para conduzir uma série de experimentos sobre os efeitos do campo magnético no vapor de mercúrio. Fermi também participou de seminários na Sapienza University of Rome, dando palestras sobre mecânica quântica e física dos estados sólidos.
Depois que Wolfgang Pauli anunciou seu princípio da exclusão, em 1925, Fermi respondeu-o com um artigo "Sobre a quantização do gás perfeito monoatômico", no qual ele aplicou o princípio de Pauli a um gás ideal. O mesmo raciocínio desse artigo foi desenvolvido independentemente por outro físico chamado Paul Dirac. Juntos e, ao mesmo tempo, separados, os dois cientistas formaram a famosa estatística de Fermi-Dirac. De acordo com Dirac, as partículas que obedecem ao princípio da exclusão são chamadas de "férmions" e as que não obedecem são denominadas "bósons".

### Professor em Roma
Os cargos de professores, na Itália, eram concedidos via concurso, sendo as publicações dos candidatos avaliadas por um comitê de professores. Fermi se inscreveu para a cadeira de física matemática na Universidade de Cagliari, na Sardenha, mas foi dispensado em favor de Giovanni Giorgi.
Com 24 anos, Fermi tornou-se professor da Universidade de Roma em uma nova cadeira de física teórica criada pelo Ministério da Educação a pedido do professor Orso Mario Corbino, que era professor de física experimental, diretor do Instituto de Física e membro do gabinete de Benito Mussolini. Corbino esperava que a nova cadeira conferisse um maior prestígio à física na Itália. Ele também ajudou Fermi a selecionar sua equipe, que logo foi ingressada por mentes notáveis como Edoardo Amaldi, Bruno Pontecorvo, Franco Rasetti e Emilio Segrè. Para os estudos teóricos apenas, Ettore Majorana também participou do que logo foi apelidado de "Rapazes da Via Panisperna" (em relação ao nome da rua em que o instituto tinha seus laboratórios).
Fermi se casou com Laura Capon, uma estudante de ciência da Universidade, em 19 de julho de 1928. Eles tiveram dois filhos: Nella, nascida em janeiro de 1931 e Giulio, nascido em fevereiro de 1936. Em 18 de março de 1929, Fermi se tornou membro da Academia Real da Itália, indicado por Mussolini, e se tornou membro do Partido Fascista em 27 de abril, embora tenha se oposto à ideologia em 1938 quando Mussolini criou as leis raciais de forma a aproximar mais o fascismo do nazismo de Hitler. Essas leis ameaçavam Laura, esposa do cientista, que era judia, e tiraram o trabalho de muitos de seus assistentes de laboratório.
O grupo continuou com os experimentos que vieram a ficar famosos, no entanto, o grupo se desmantelou, em 1933 Rasetti deixou a Itália e foi para o Canadá, Pontecorvo foi para a França, e Segrè partiu para lecionar em Palermo.
Durante seu tempo em Roma, Fermi e seu grupo fizeram importantes contribuições a muitos aspectos práticos e teóricos da física. Essas incluem a teoria do decaimento beta, com a inclusão do postulado do neutrino em 1930 por Wolfgang Pauli, e a descoberta dos nêutrons lentos, que foi fundamental para o funcionamento dos reatores nucleares. Em 1928, ele publicou um trabalho chamado Introdução à Física Atômica, que apresentava uma abordagem mais acessível e atualizada para os estudantes. Fermi também produziu palestras e artigos públicos para professores e cientistas para promover e divulgar a nova física tanto quanto possível. Parte do seu método de ensino era se reunir com estudantes de graduação e professores ao final do dia para trabalhar num problema, geralmente sobre uma pesquisa do grupo. Um sinal de que o trabalho de divulgação estava dando resultado era que estudantes estrangeiros estavam indo à Itália. Um deles foi Hans Bethe, que colaborou com Fermi num artigo de 1932 sobre a interação entre dois elétrons.
Os físicos, na época, ainda possuíam muitas dúvidas acerca do decaimento beta, no qual um elétron é emitido de um núcleo atômico. Para satisfazer a lei da conservação da energia, Pauli postulou a existência de uma partícula invisível com carga zero e uma massa muito pequena que era emitida ao mesmo tempo que o elétron. Fermi pegou essa ideia e, em 1934, escreveu um artigo que decretava a existência do neutrino. Essa teoria, que também pode ser chamada de interação de Fermi ou fraca interação, descrevia uma das quatro forças fundamentais da natureza. O neutrino só foi detectado após a morte de Fermi, pois é uma partícula extremamente difícil de detectar. Quando o cientista submeteu seu artigo à renomada revista britânica Nature, o editor a rejeitou pois achava que suas especulações eram "muito afastadas da realidade para serem interessantes aos leitores". Fermi então viu a teoria ser publicada em italiano e alemão antes de ser publicada em inglês.
Em janeiro de 1934, Irène Joliot-Curie e Frédéric Joliot anunciaram que eles haviam bombardeado elementos com partículas alfa e, com isso, induzido radioatividade. Em março, Gian-Carlo Wick (integrante do Rapazes da Via Panisperna) formulou uma explicação teórica para isso usando a teoria do decaimento beta. Fermi, então, recorreu à física experimental e usou o nêutron, descoberto em 1932. A partícula escolhida não possuía carga e, portanto, não seria defletida pelo núcleo. Isso causou uma grande redução nos custos do experimento (caso contrário ele seria inviável) pois eliminou a necessidade de se ter um acelerador de partículas, o que era (e ainda é) muito custoso. Para criar uma forte fonte de nêutrons, Fermi encheu um bulbo de vidro com pó de berílio, evacuando todo o ar, e então adicionando 50mCi de radônio gasoso. Porém, a eficiência da fonte decaía com a meia-vida do radônio (3,8 dias). Era sabido também que a fonte iria emitir raios-gama, mas isso não iria afetar muito os resultados do experimento. O que Fermi fez foi bombardear diferentes elementos (ao todo 22) e, em todos eles, conseguiu induzir radioatividade. A descoberta foi rapidamente reportada para a revista italiana La Ricerca Scientifica em 25 de março de 1934.
A radioatividade natural de elementos como tório e urânio tornou difícil a determinação do que estava acontecendo durante o bombardeamento desses elementos. Porém, após ter removido corretamente a presença de elementos mais leves que urânio e mais pesados que chumbo, Fermi concluiu que eles haviam criado novos elementos, e os denominou espério e ausônio. Seu trabalho, no entanto, foi criticado pela química Ida Noddack, que sugeriu que esses experimentos poderiam ter criado elementos mais leves ao invés de elementos novos mais pesados, mas Fermi e sua equipe não levaram a sério a crítica, pois a equipe da química ainda não havia feito nenhum experimento com urânio. Naqueles anos, a fissão nuclear era tomada como improvável (senão impossível) nos campos teóricos, e ninguém esperava que nêutrons tivessem energia o suficiente para quebrar um núcleo em dois fragmentos mais leves da maneira que Noddack havia sugerido.
O Rapazes da Via Panisperna também descobriu outras coisas interessantes. Fazendo o experimento em diferentes superfícies, eles notaram que a colisão com átomos de hidrogênio atrasava os nêutrons. Quanto menor o número atômico do núcleo que a partícula colide, mais energia ela perde por colisão, e portanto menos colisões são necessárias para desacelerá-la. Fermi descobriu que isso produzia uma maior indução de radioatividade, visto que nêutrons com baixa velocidade são mais facilmente capturados. Ele, então, desenvolveu uma equação de difusão para descrever isso.
Fermi era bem conhecido por sua simplicidade na solução de problemas. Suas aptidões de formidável cientista, combinando física nuclear teórica e aplicada, foram amplamente reconhecidas. Ele influenciou muitos físicos que trabalharam com ele, como Hans Bethe, que passou dois semestres trabalhando com Fermi no início da década de 1930.
Fermi permaneceu em Roma até 1938.

### Professor em Columbia
Em 1938, com 37 anos, Fermi foi laureado com o Nobel de Física, por suas "demonstrações da existência de novos elementos radioativos produzidos pela irradiação de nêutrons, e por sua descoberta relacionada de reações nucleares provocadas por nêutrons lentos".
Depois que Fermi recebeu o Prêmio Nobel em Estocolmo, ele, sua esposa Laura e seus filhos emigraram para Nova Iorque. Isso foi principalmente por causa das leis anti-semitas promulgadas pelo regime fascista de Benito Mussolini que ameaçavam Laura, que era judia. Além disso, as novas leis colocaram a maior parte dos assistentes de pesquisa de Fermi fora de trabalho.
Logo após sua chegada em Nova Iorque, Fermi começou a trabalhar na Universidade Columbia.
Fermi se mudou para o Laboratório Nacional de Los Alamos, em etapas posteriores do Projeto Manhattan, para servir de consultor geral.
Durante a explosão da primeira bomba atômica, realizada em Alamogordo, Fermi estava presente. Na ocasião, como se era esperado, havia muitos equipamentos de ponta para mensurar a energia liberada pela bomba na atmosfera. Havia cálculos para isso, porém a bomba real teria perdas consideráveis de rendimento. Entretanto, como esta foi a primeira bomba atômica testada na história, não era certo que os equipamentos de medição funcionariam. Pensando nisso Fermi fez um pequeno experimento para medir a energia liberada: no momento da explosão jogou no chão alguns pedaços de papel. "...no ar parado, os pedacinhos de papel cairiam aos seus pés, mas quando a onda de choque chegou (alguns segundos após o clarão), foram transportados por alguns centímetros na direção da onda. "Como era conhecida a distância entre o centro da explosão e onde ele estava, Fermi poderia calcular a energia.
Tornou-se cidadão naturalizado dos Estados Unidos em 1944.

### Projeto Manhattan

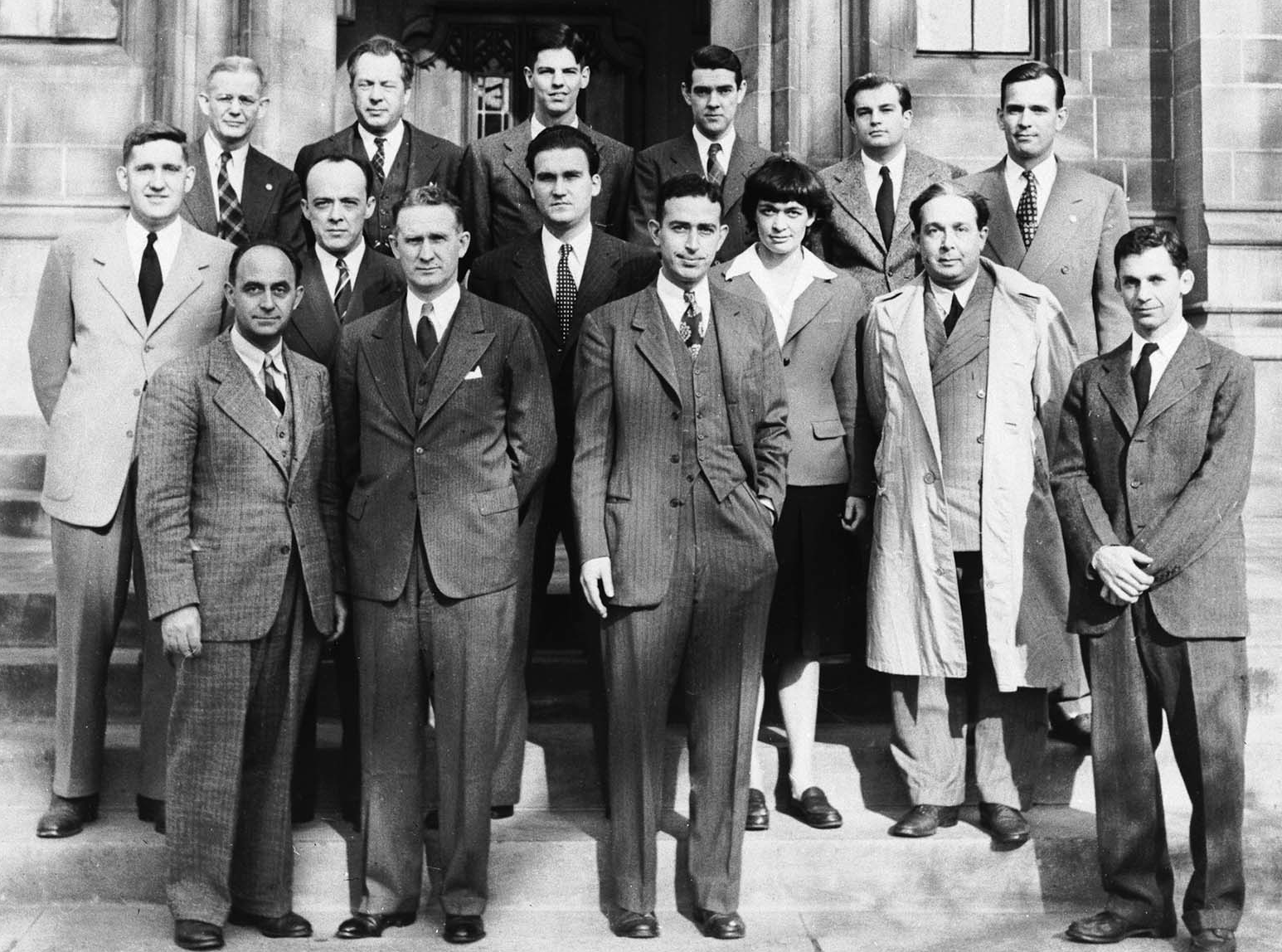
Fermi (embaixo à esquerda), Leó Szilard (segundo partindo da direita, em cima), e demais membros da equipe do reator nuclear.

Fermi chegou a Nova York em 2 de janeiro de 1939. Foram imediatamente oferecidas a ele posições em cinco universidades, e somente aceitou uma na Universidade Columbia, onde ele já tinha dado aulas de verão em 1936. Ele recebeu a notícia que em dezembro de 1938, os químicos alemães Otto Hahn e Fritz Strassmann detectaram o elemento bário depois de bombardear urânio com nêutrons, e que Lise Meitner e seu sobrinho Otto Frisch interpretaram corretamente como o resultado da fissão nuclear. Frisch confirmou isso experimentalmente em 13 de janeiro de 1939. A notícia da interpretação de Meitner e Frisch da descoberta de Hahn e Strassmann cruzou o Atlântico com Niels Bohr, que faria uma palestra na Universidade de Princeton. Isidor Isaac Rabi e Willis Lamb, dois físicos da Universidade Columbia trabalhando em Princeton, descobriram e levaram-no de volta para Columbia. Rabi disse que contou a Enrico Fermi, mas Fermi mais tarde deu o crédito a Lamb:
Lembro-me muito bem do primeiro mês, janeiro de 1939, em que comecei a trabalhar nos Laboratórios Pupin porque as coisas começaram a acontecer muito rápido. Naquele período, Niels Bohr estava dando uma palestra na Universidade de Princeton e lembro que uma tarde Willis Lamb voltou muito animado e disse que Bohr havia vazado uma ótima notícia. A grande notícia que vazou foi a descoberta da fissão e pelo menos o esboço de sua interpretação. Então, um pouco mais tarde naquele mesmo mês, houve uma reunião em Washington onde a possível importância do fenômeno da fissão recém-descoberto foi discutida pela primeira vez a sério como uma possível fonte de energia nuclear.
Afinal, Noddack estava certo. Fermi descartou a possibilidade de fissão com base em seus cálculos, mas não levou em consideração a energia de ligação que apareceria quando um nuclídeo com um número ímpar de nêutrons absorvesse um nêutron extra. Para Fermi, a notícia veio como um constrangimento profundo, já que os elementos transurânicos pelos quais ele havia recebido o Prêmio Nobel por descobrir não eram elementos transurânicos, mas produtos de fissão. Ele acrescentou uma nota de rodapé a esse respeito em seu discurso de aceitação do Prêmio Nobel.

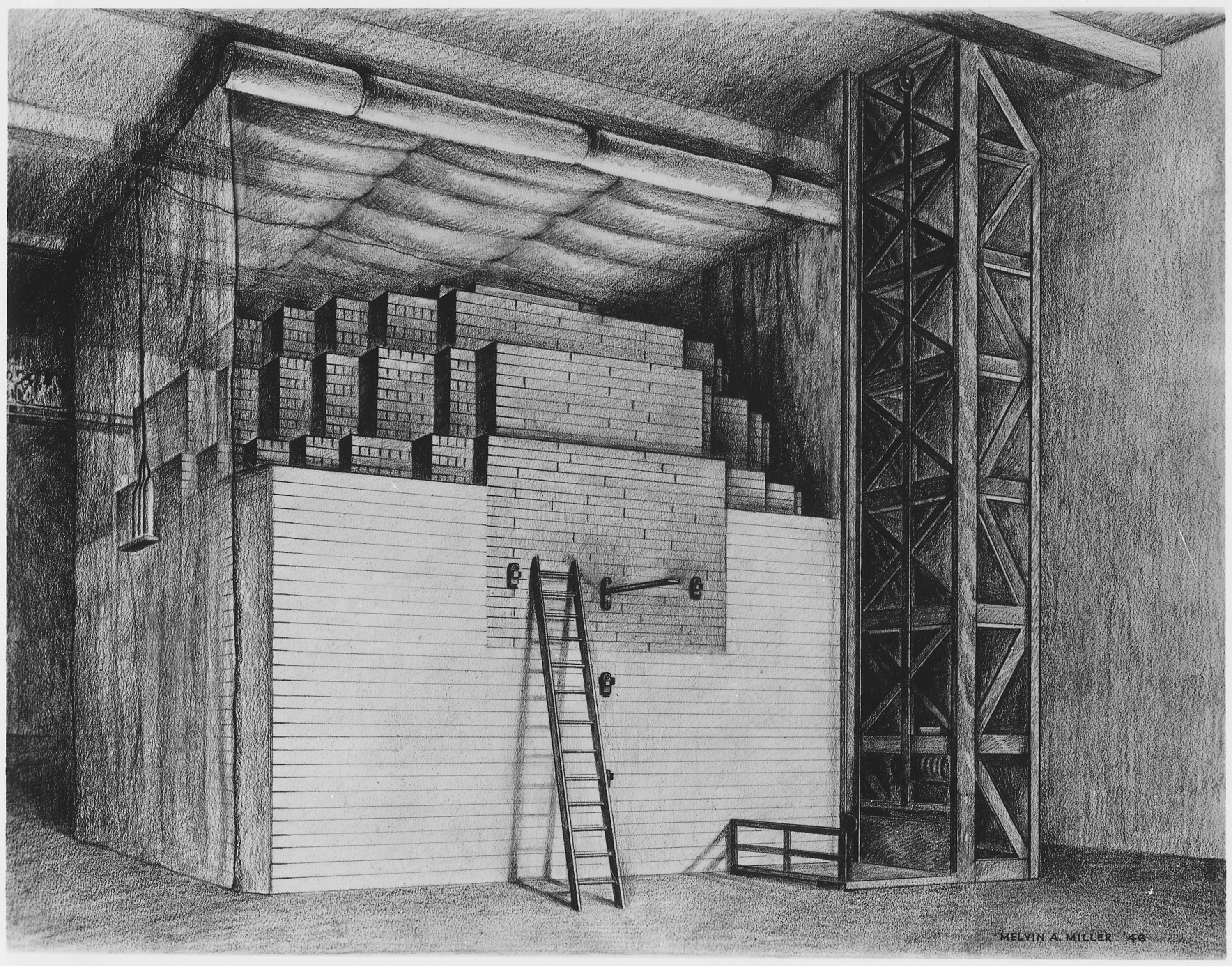
Diagrama de Chicago Pile-1, o primeiro reator nuclear a atingir uma reação em cadeia autossustentável. Projetado por Fermi, consistia em urânio e óxido de urânio em uma estrutura cúbica embutida em grafite.

Os cientistas da Columbia decidiram que deveriam tentar detectar a energia liberada na fissão nuclear do urânio quando bombardeado por nêutrons. Em 25 de janeiro de 1939, no porão do Pupin Hall em Columbia, uma equipe experimental incluindo Fermi conduziu o primeiro experimento de fissão nuclear nos Estados Unidos. Os outros membros da equipe eram Herbert L. Anderson, Eugene T. Booth, John R. Dunning, G. Norris Glasoe e Francis G. Slack. No dia seguinte, a Quinta Conferência de Física Teórica de Washington começou em Washington, DC, sob os auspícios conjuntos da Universidade George Washington e do Instituto Carnegie de Washington. Lá, as notícias sobre a fissão nuclear se espalharam ainda mais, fomentando muito mais demonstrações experimentais.
Os cientistas franceses Hans von Halban, Lew Kowarski e Frédéric Joliot-Curie demonstraram que o urânio bombardeado por nêutrons emitia mais nêutrons do que absorvia, sugerindo a possibilidade de uma reação em cadeia. Fermi e Anderson também o fizeram algumas semanas depois. Leó Szilárd obteve 200 quilogramas (440 lb) de óxido de urânio do produtor canadense de rádio Eldorado Gold Mines Limited, permitindo que Fermi e Anderson conduzissem experimentos com fissão em uma escala muito maior. Fermi e Szilárd colaboraram no projeto de um dispositivo para obter uma reação nuclear autossustentável - um reator nuclear. Devido à taxa de absorção dos nêutrons pelo hidrogênio na água, era improvável que uma reação autossustentável pudesse ser alcançada com urânio natural e água como moderador de nêutrons. Fermi sugeriu, com base em seu trabalho com nêutrons, que a reação poderia ser alcançada com blocos de óxido de urânio e grafite como moderador em vez de água. Isso reduziria a taxa de captura de nêutrons e, em teoria, tornaria possível uma reação em cadeia autossustentável. Szilárd apresentou um projeto viável: uma pilha de blocos de óxido de urânio intercalados com tijolos de grafite. Szilárd, Anderson e Fermi publicaram um artigo sobre "Neutron Production in Uranium". Mas seus hábitos de trabalho e personalidades eram diferentes, e Fermi teve problemas para trabalhar com Szilárd.
Fermi foi um dos primeiros a alertar os líderes militares sobre o impacto potencial da energia nuclear, dando uma palestra sobre o assunto no Departamento da Marinha em 18 de março de 1939. A resposta ficou aquém do que ele esperava, embora a Marinha concordasse em fornecer US$ 1 500 para pesquisas futuras em Columbia. Mais tarde naquele ano, Szilárd, Eugene Wigner e Edward Teller enviaram a famosa carta assinada por Einstein ao presidente dos Estados Unidos Roosevelt, avisando que a Alemanha nazista provavelmente construiria uma bomba atômica. Em resposta, Roosevelt formou o Comitê Consultivo sobre Urânio para investigar o assunto.

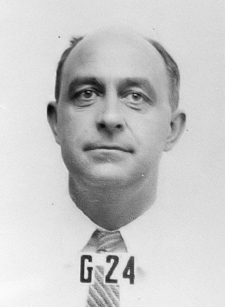
Foto de identificação de Fermi em Los Alamos

O Comitê Consultivo sobre Urânio forneceu dinheiro para Fermi comprar grafite, e ele construiu uma pilha de tijolos de grafite no sétimo andar do laboratório Pupin Hall. Em agosto de 1941, ele tinha seis toneladas de óxido de urânio e trinta toneladas de grafite, que usou para construir uma pilha ainda maior em Schermerhorn Hall em Columbia.
A Seção S-1 do Escritório de Pesquisa e Desenvolvimento Científico, como agora era conhecido o Comitê Consultivo sobre Urânio, reuniu-se em 18 de dezembro de 1941, com os Estados Unidos agora engajados na Segunda Guerra Mundial, tornando seu trabalho urgente. A maior parte do esforço patrocinado pelo Comitê havia sido direcionada para a produção de urânio enriquecido, mas membro da Comissão de Arthur Compton determinou que uma alternativa viável foi o plutónio, o que poderia ser em reatores nucleares produzido em massa até o final de 1944. Ele decidiu concentrar o trabalho de plutônio na Universidade de Chicago. Fermi mudou-se com relutância e sua equipe passou a fazer parte do novo Laboratório Metalúrgico de lá.
Os possíveis resultados de uma reação nuclear autossustentável eram desconhecidos, por isso parecia desaconselhável construir o primeiro reator nuclear no campus da Universidade de Chicago, no meio da cidade. Compton encontrou um local na Argonne Woods Forest Preserve, a cerca de 20 milhas (32 km) de Chicago. A Stone & Webster foi contratada para desenvolver o local, mas o trabalho foi interrompido por uma disputa industrial. Fermi então convenceu Compton de que ele poderia construir o reator na quadra de squash sob as arquibancadas do Stagg Field da Universidade de Chicago. A construção da pilha começou em 6 de novembro de 1942, e Chicago Pile-1 tornou-se crítica em 2 de dezembro. A forma da pilha deveria ser aproximadamente esférica, mas à medida que o trabalho avançava, Fermi calculou que a criticidade poderia ser alcançada sem terminar a pilha inteira conforme planejado.

Esse experimento foi um marco na busca por energia e foi típico da abordagem de Fermi. Cada etapa foi cuidadosamente planejada, cada cálculo executado meticulosamente. Quando a primeira reação em cadeia nuclear autossustentada foi alcançada, Compton fez uma chamada telefônica codificada para James B. Conant, o presidente do Comitê de Pesquisa de Defesa Nacional.
Peguei o telefone e liguei para Conant. Ele foi contatado no gabinete do presidente da Universidade de Harvard. "Jim", eu disse, "você ficará interessado em saber que o navegador italiano acaba de desembarcar no novo mundo." Então, meio que me desculpando, porque eu havia levado o Comitê Sl a acreditar que levaria mais uma semana ou mais antes que a pilha pudesse ser concluída, eu acrescentei, "a terra não era tão grande quanto ele havia estimado, e ele chegou ao novo mundo mais cedo do que ele esperava. "
"É mesmo", foi a resposta entusiasmada de Conant. "Os nativos eram amigáveis?"

"Todos pousaram seguros e felizes."

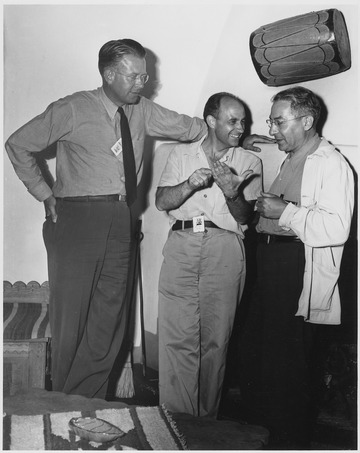
Ernest O. Lawrence, Fermi e Isidor Isaac Rabi

Para continuar a pesquisa onde não representaria um perigo para a saúde pública, o reator foi desmontado e movido para o local de Argonne Woods. Lá Fermi dirigiu experimentos sobre reações nucleares, deleitando-se com as oportunidades oferecidas pela abundante produção de nêutrons livres no reator. O laboratório logo se ramificou da física e engenharia para o uso do reator para pesquisas biológicas e médicas. Inicialmente, Argonne era dirigido por Fermi como parte da Universidade de Chicago, mas se tornou uma entidade separada com Fermi como seu diretor em maio de 1944.
Quando o Reator de Grafite X-10 refrigerado a ar em Oak Ridge ficou crítico em 4 de novembro de 1943, Fermi estava à disposição para o caso de algo dar errado. Os técnicos o acordaram cedo para que ele pudesse ver acontecer. Colocar o X-10 em operação foi outro marco no projeto do plutônio. Forneceu dados sobre o projeto do reator, treinamento para a equipe da DuPont na operação do reator e produziu as primeiras pequenas quantidades de plutônio gerado no reator. Fermi tornou-se cidadão americano em julho de 1944, a data mais antiga permitida por lei.
Em setembro de 1944, Fermi inseriu o primeiro cartucho de urânio combustível no Reator B em Hanford Site, o reator de produção projetado para produzir plutônio em grandes quantidades. Como o X-10, ele tinha sido projetado pela equipe de Fermi no Laboratório Metalúrgico e construído pela DuPont, mas era muito maior e era refrigerado a água. Nos dias seguintes, 838 tubos foram carregados e o reator ficou crítico. Pouco depois da meia-noite de 27 de setembro, os operadores começaram a retirar as hastes de controle para iniciar a produção. A princípio tudo parecia estar bem, mas por volta das 03h00, o nível de energia começou a cair e às 06h30 o reator desligou completamente. O Exército e a DuPont recorreram à equipe de Fermi para obter respostas. A água de resfriamento foi investigada para verificar se havia vazamento ou contaminação. No dia seguinte, o reator ligou repentinamente, apenas para desligar novamente algumas horas depois. O problema foi atribuído ao envenenamento por nêutrons do xenônio-135, um produto de fissão com meia-vida de 9,2 horas. A DuPont se desviou do projeto original do Laboratório Metalúrgico, no qual o reator tinha 1 500 tubos dispostos em um círculo, e adicionou 504 tubos para preencher os cantos. Os cientistas haviam considerado originalmente esse excesso de engenharia uma perda de tempo e dinheiro, mas Fermi percebeu que, se todos os 2 004 tubos fossem carregados, o reator poderia atingir o nível de energia necessário e produzir plutônio com eficiência.
Em meados de 1944, Robert Oppenheimer convenceu Fermi a se juntar ao seu Projeto Y em Los Alamos, Novo México. Chegando em setembro, Fermi foi nomeado diretor associado do laboratório, com ampla responsabilidade pela física nuclear e teórica, e foi colocado no comando da Divisão F, que recebeu seu nome. A Divisão F tinha quatro ramos: F-1 Super e Teoria Geral sob Teller, que investigava a bomba "Super" (termonuclear); F-2 Water Boiler sob LDP King, que cuidou do reator de pesquisa homogêneo aquoso "water boiler"; Super Experimentação F-3 sob Egon Bretscher; e F-4 Fission Studies sob Anderson. Fermi observou o Teste Trinity em 16 de julho de 1945, e conduziu um experimento para estimar o rendimento da bomba jogando tiras de papel na onda de explosão. Ele mediu a distância em que foram destruídos pela explosão e calculou o rendimento em dez quilotons de TNT; o rendimento real foi de cerca de 18,6 quilotons.
Junto com Oppenheimer, Compton e Ernest Lawrence, Fermi fez parte do painel científico que assessorou o Comitê Interino na seleção de alvos. O painel concordou com o comitê que as bombas atômicas seriam usadas sem aviso contra um alvo industrial. Como outros no Laboratório de Los Alamos, Fermi soube dos bombardeios atômicos de Hiroshima e Nagasaki através do sistema de som na área técnica. Fermi não acreditava que as bombas atômicas impediriam as nações de iniciar guerras, nem achava que era hora de um governo mundial. Ele, portanto, não se juntou à Associação de Cientistas de Los Alamos.

### Trabalho pós-guerra

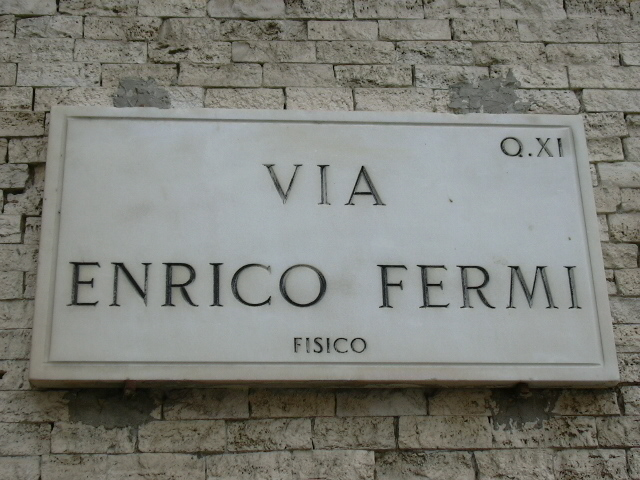
Uma rua em Roma em homenagem a Enrico Fermi

Em seus últimos anos, Fermi fez trabalhos importantes em física de partículas, especialmente a relacionada com mésons pi, e múons. Ele também era conhecido por ser um professor inspirador na Universidade de Chicago (embora não tenha deixado o Laboratório de Los Alamos até dezembro de 1945), e era conhecido por sua atenção aos detalhes, simplicidade e preparação cuidadosa das aulas. A curta distância entre Argonne e Chicago permitia a participação ativa do cientista tanto nas aulas da universidade quanto na física experimental em Argonne, estudando dispersão de nêutrons com Leona Marshall. Mais tarde, suas notas de aula, especialmente as de mecânica quântica, física nuclear, e termodinâmica, foram transcritas em livros que ainda são impressos. Enrico Fermi também discutiu aspectos em física teórica com Maria Mayer, ajudando-a em seu trabalho sobre a interação spin-órbita, o que a levaria ao Prêmio Nobel.
O Projeto Manhattan foi substituído pela Comissão de Energia Atômica (CAE) no primeiro dia de janeiro de 1947. Fermi fez parte de uma importante subdivisão científica da CAE encabeçada por Robert Oppenheimer. Ele também gostava de passar algumas semanas de cada ano no Laboratório de Los Alamos, onde ajudou Nicholas Metropolis e John von Neumann na instabilidade de Rayleigh-Taylor, a ciência do que ocorre na fronteira entre dois fluidos de diferentes densidades.
Logo após a detonação da primeira bomba nuclear soviética em agosto de 1949, Fermi, junto com Isidor Rabi, escreveu um forte manifesto ao comitê, se opondo fortemente ao desenvolvimento de uma bomba de hidrogênio tanto em aspectos morais quanto técnicos. Mesmo assim, continuou trabalhando no desenvolvimento dessa bomba como consultor.
Nos anos que se seguiram, Fermi continuou lecionando na Universidade de Chicago. Seus alunos de PhD no período pós-guerra incluíam Owen Chamberlain, Geoffrey Chew, Jerome Friedman, Marvin Goldberger, Tsung-Dao Lee, Arthur Rosenfeld e Sam Treiman. Jack Steinberger era seu aluno de graduação. Fermi conduziu importantes experimentos na física de partículas, especialmente os relacionados a píons e múons. Ele fez as primeiras predições da ressonância píon-núcleon, se baseando em métodos estatísticos, pois achava que resultados exatos não eram necessários para uma teoria que não estava completamente correta. Em um artigo com a co-autoria de Chen Ning Yang, ele especulou que píons poderiam ser partículas compostas, uma ideia anteriormente formulada por Shoichi Sakata. Foi então postulado, após anos de estudo, que os píons eram feitos de quarks, que completava o modelo de Fermi e criava o modelo quark.
Fermi também escreveu um artigo "Sobre a origem da Radiação Cósmica" no qual ele propôs que os raios cósmicos provinham de um material acelerado por campos magnéticos no espaço interestelar, o que levou a uma divergência de opiniões entre ele e Teller. O cientista italiano também examinou assuntos relacionados a campos magnéticos nos braços de uma galáxia espiral. Ele também criou o paradoxo de Fermi, um raciocínio muito interessante sobre civilizações extraterrestres.
Perto de sua morte, Fermi questionou sua fé na sociedade e também a capacidade de tomarmos uma decisão prudente em relação às armas nucleares. Ele disse:
Algum de vocês pode perguntar: o que de bom há em trabalhar tanto para coletar meramente alguns fatos que não trazem prazer a ninguém - exceto a alguns professores de cabelos longos que amam esse tipo de coisa — e que ninguém irá entender pois somente alguns especialistas são capazes de fazê-lo? Para responder a essas perguntas, eu arrisco uma previsão: a história da ciência e da tecnologia tem nos ensinado, constantemente, que avanços científicos em conhecimentos básicos têm, cedo ou tarde, nos levado a aplicações técnicas e industriais que revolucionaram o nosso modo de vida. Me parece improvável que todo esse esforço para chegar à estrutura básica da matéria seja uma exceção a essa regra. O que é incerto — e é pelo que todos torcemos — é que o homem irá em breve se tornar suficientemente adulto para fazer bom uso dos poderes que ele adquire da natureza.

## Impacto e legado
Fermi recebeu vários prêmios em reconhecimento por suas realizações, incluindo a Medalha Matteucci em 1926, o Prêmio Nobel de Física em 1938, a Medalha Hughes em 1942, a Medalha Franklin em 1947 e o Prêmio Rumford em 1953. Ele recebeu a Medalha por Mérito em 1946 por sua contribuição para o Projeto Manhattan. Fermi foi eleito membro estrangeiro da Royal Society (FRS) em 1950. A Basílica de Santa Cruz, em Florença, conhecida como o Templo das Glórias Italianas por seus muitos túmulos de artistas, cientistas e figuras proeminentes da história italiana tem uma placa comemorativa de Fermi. Em 1999, a Time nomeou Fermi em sua lista das 100 melhores pessoas do século XX. Fermi foi amplamente considerado como um caso incomum de um físico do século XX que se destacou tanto teórica quanto experimentalmente. O historiador da física, CP Snow, escreveu que "se Fermi tivesse nascido alguns anos antes, seria possível imaginá-lo descobrindo o núcleo atômico de Rutherford e, em seguida, desenvolvendo a teoria do átomo de hidrogênio de Bohr. Se isso soa como uma hipérbole, qualquer coisa sobre Fermi provavelmente soará como uma hipérbole".
Fermi era conhecido como um professor inspirador e era conhecido por sua atenção aos detalhes, simplicidade e preparação cuidadosa de suas palestras. Mais tarde, suas notas de aula foram transcritas em livros. Seus papéis e cadernos estão hoje na Universidade de Chicago. Victor Weisskopf observou como Fermi "sempre conseguiu encontrar a abordagem mais simples e direta, com o mínimo de complicação e sofisticação". Ele não gostava de teorias complicadas e, embora tivesse grande habilidade matemática, nunca a usaria quando o trabalho poderia ser feito de maneira muito mais simples. Ele era famoso por obter respostas rápidas e precisas para problemas que confundiam outras pessoas. Mais tarde, seu método de obter respostas rápidas por meio de cálculos aproximados tornou-se informalmente conhecido como Método de Fermi, e é amplamente ensinado.
Fermi gostava de apontar que quando Alessandro Volta estava trabalhando em seu laboratório, Volta não tinha ideia de onde o estudo da eletricidade o levaria. Fermi é geralmente lembrado por seu trabalho com energia nuclear e armas nucleares, especialmente a criação do primeiro reator nuclear e o desenvolvimento das primeiras bombas atômicas e de hidrogênio. Seu trabalho científico resistiu ao teste do tempo. Isso inclui sua teoria do decaimento beta, seu trabalho com sistemas não lineares, sua descoberta dos efeitos de nêutrons lentos, seu estudo de colisões píon-nucleon e suas estatísticas Fermi-Dirac. Sua especulação de que um píon não era uma partícula fundamental apontou o caminho para o estudo de quarks e léptons.
Fermi morreu prematuramente, aos 53 anos de idade, vítima de câncer no estômago, provavelmente causado pela exposição a materiais radioativos. Foi sepultado no Oak Woods Cemetery, Chicago, Illinois, Estados Unidos.

## Publicações
- Introduzione alla Fisica Atomica (em italiano). Bologna: N. Zanichelli. 1928. OCLC 9653646
- Fisica per i Licei (em italiano). Bologna: N. Zanichelli. 1929. OCLC 9653646
- Molecole e cristalli (em italiano). Bologna: N. Zanichelli. 1934. OCLC 19918218
- Thermodynamics. New York: Prentice Hall. 1937. OCLC 2379038
- Fisica per Istituti Tecnici (em italiano). Bologna: N. Zanichelli. 1938
- Fisica per Licei Scientifici (em italiano). Bologna: N. Zanichelli. 1938 (com Edoardo Amaldi)
- Elementary particles. New Haven: Yale University Press. 1951. OCLC 362513
- Notes on Quantum Mechanics. Chicago: The University of Chicago Press. 1961. OCLC 1448078

Para obter uma lista completa de seus papéis, consulte as páginas 75-78 na ref.

## Patentes
- Patente dos EUA 2206634, "Process for the Production of Radioactive Substances", emitida em julho de 1940
- Patente dos EUA 2836554, "Air Cooled Neutronic Reactor", emitida em abril de 1950
- Patente dos EUA 2524379, "Neutron Velocity Selector", emitida em outubro de 1950
- Patente dos EUA 2852461, "Neutronic Reactor", emitida em setembro de 1953
- Patente dos EUA 2708656, "Neutronic Reactor", emitida em maio de 1955
- Patente dos EUA 2768134, "Testing Material in a Neutronic Reactor", emitida em outubro de 1956
- Patente dos EUA 2780595, "Test Exponential Pile", emitida em fevereiro de 1957
- Patente dos EUA 2798847, "Método de Operação de um Reator Neutrônico", emitida em julho de 1957
- Patente dos EUA 2807581, "Neutronic Reactor", emitida em setembro de 1957
- Patente dos EUA 2807727, "Neutronic Reactor Shield", emitida em setembro de 1957
- Patente dos EUA 2813070, "Método de Sustentar um Sistema de Reação em Cadeia Neutrônica", emitida em novembro de 1957
- Patente dos EUA 2837477, "Chain Reacting System", emitida em junho de 1958
- Patente dos EUA 2931762, "Neutronic Reactor", emitida em abril de 1960
- Patente dos EUA 2969307, "Método de teste de material fissionável por nêutrons térmicos para pureza", emitida em janeiro de 1961